# Municipio de Zináparo
El municipio de Zináparo es uno de los 113 municipios en que se divide el estado mexicano de Michoacán de Ocampo.

## Toponimia
Zináparo es un término de origen chichimeca, cuyo significado es ‘lugar de obsidiana’. Cecilio Robelo, en su obra Toponimia Tarasco-Hispano-Nahoa indica que proviene del purépecha y señala que el significado es ‘lugar de médicos’.

## Historia
En 1863 se erigió como municipalidad, agregándose al distrito de La Piedad. En 1894, se eliminó su categoría de municipio de acuerdo con la ley territorial de ese año. En 1903, se le otorga nuevamente la categoría de municipio.

## Geografía
Se localiza al norte del Estado, entre las coordenadas 20º06' a 20°15' de latitud norte y 101º57' a 102°06’ de longitud oeste, a una altitud media de 1856 metros sobre el nivel del mar.
Limita al norte con los municipios de La Piedad y Numarán; al este con los municipios de Numarán y Penjamillo; al sur con los municipios de Penjamillo y municipio de Churintzio; al oeste con los municipios de Churintzio y La Piedad.
Forma parte de la Región 2. Bajío y del Bajío zamorano, así como del distrito electoral federal 4, con cabecera en Jiquilpan de Juárez, y del distrito electoral estatal 1, con sede en La Piedad de Cabadas.
Su superficie es de 113.38 km² y representa el 0.19 por ciento del total del estado. Su principal vía de comunicación es la autopista de Occidente, que lo une al oeste con Ciudad de México y al sur con el estado de Guadalajara.
El pueblo de Zináparo, cabecera del municipio, se encuentra aproximadamente en la ubicación 20°10′13″N 102°0′4″O / 20.17028, -102.00111, a una altitud de 1857 m s. n. m.
Según la clasificación climática de Köppen el clima de Zináparo corresponde a la categoría Cwa, (subtropical con invierno seco y verano cálido).
En el municipio domina la pradera, con nopal, cardonal, matorral, plantas, subinermes y pastizal, bosque mixto, con pino y encino. Su fauna la conforma la ardilla, comadreja, tórtola y pato.

## Demografía
En 2020 la población total del municipio de Zináparo es de 3232 habitantes, lo que representa un decrecimiento promedio de -0.05 % anual en el período 2010-2020 sobre la base de los 3247 habitantes registrados en el censo anterior. Al año 2020 la densidad del municipio era de 28,56 hab/km².
| Gráfica de evolución demográfica de Municipio de Zináparo entre 2000 y 2020 |
|                                                                             |
| Fuente: Instituto Nacional de Estadística Geografía e Informática           |

En el año 2010 estaba clasificado como un municipio de grado muy bajo de vulnerabilidad social, con el 6.26 % de su población en estado de pobreza extrema.
La población del municipio está mayoritariamente alfabetizada (10.53 % de personas mayores de 15 años analfabetas al año 2010) con un grado de escolarización en torno de los 6 años. Solo el 0.31 % de la población se reconoce como indígena.

### Localidades
En el censo de 2020 el municipio de Zináparo contaba con 14 localidades.
| Código INEGI    | Localidad               | Población (2020) |
| --------------- | ----------------------- | ---------------- |
| 161090001       | Zináparo                | 2 028            |
| 161090012       | El Tigre                | 448              |
| 161090013       | Zipaquío                | 206              |
| 161090009       | Santa Bárbara           | 195              |
| 161090007       | El Ojo de Agua del Sauz | 117              |
| 161090003       | Jalapa                  | 59               |
| 161090008       | El Salvador             | 55               |
| 161090010       | Santa Eduwiges          | 49               |
| 161090014       | La Pajita               | 26               |
| 161090024       | La Soledad              | 20               |
| 161090002       | El Carrizo              | 13               |
| 161090006       | Los Nogales             | 13               |
| 161090023       | Rancho Delcia           | 2                |
| 161090018       | Los Tabacos             | 1                |
| Total municipal | Total municipal         | 3 232            |

## Educación y salud
El 37.8 % de la población de 15 años o más (1534 personas) no había completado la educación básica, carencia social calificada como rezago educativo. El 43.6 % de la población (1766 personas) no tenía acceso a servicios de salud. Las unidades médicas en el municipio eran 2, con un total de personal médico de 3 personas.

## Economía
Según los datos relevados en 2010, prácticamente un tercio de la población económicamente activa desarrollaba su actividad en el sector primario (agricultura, ganadería, aprovechamiento forestal, pesca y caza). Según el número de unidades activas relevadas en 2019, los sectores más dinámicos son el comercio minorista, la elaboración de productos manufacturados y la prestación de servicios generales no gubernamentales.

## Monumentos históricos
- Templo de San Juan Bautista